# Charcice

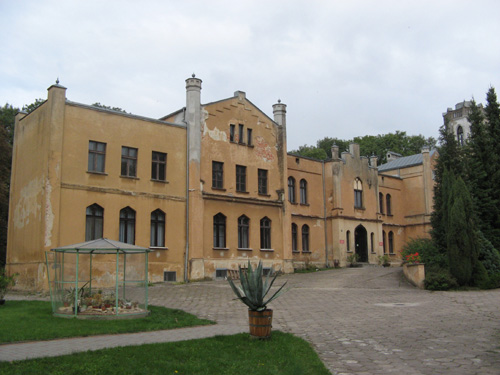
Elewacja frontowa pałacu w Charcicach

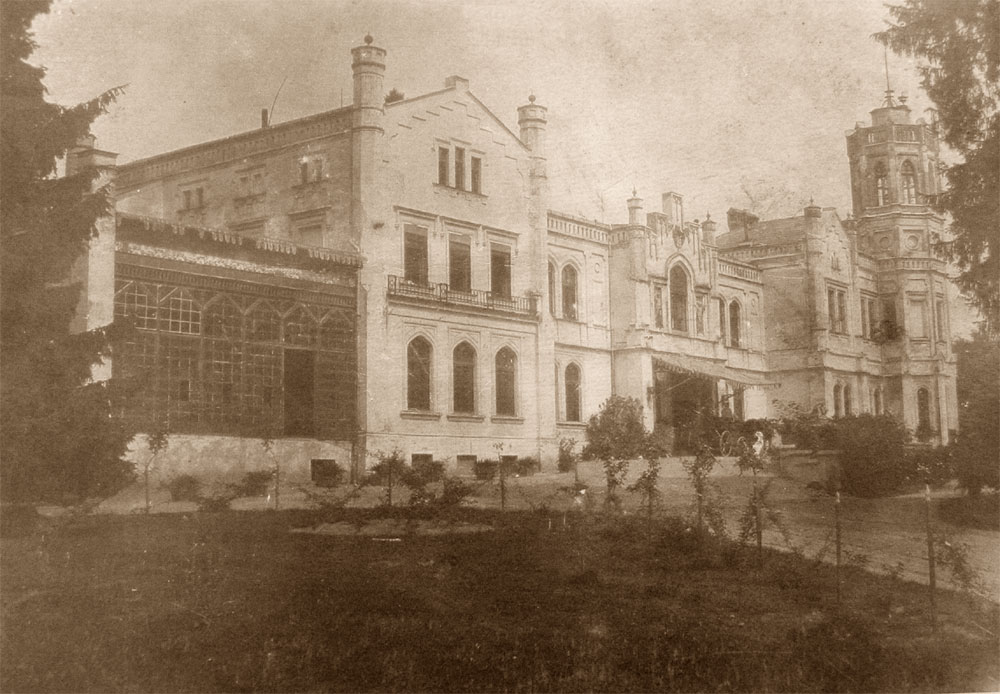
Elewacja frontowa pałacu w Charcicach na fotografii z 1913 roku

Charcice – wieś w Polsce położona w województwie wielkopolskim, w powiecie międzychodzkim, w gminie Chrzypsko Wielkie.

## Historia
Wieś pierwotnie związana była z Wielkopolską. Ma metrykę średniowieczną i istnieje co najmniej od drugiej połowy XIV wieku. Wymieniona pierwszy raz w łacińskim dokumencie z 1388 jako „Charczicze”, 1408 „Karczicze”, 1421 „Carczyce”.
Miejscowość była wsią szlachecką należącą do lokalnej szlachty wielkopolskiej z rodu Czarcickich, Charcickich lub Karcickich, którzy od nazwy wsi przyjęli swoje odmiejscowe nazwisko, a później także do Słopanowskich, Jabłonowskich i Dziewierzewskich. W 1466 leżała w powiecie poznańskim Korony Królestwa Polskiego. W 1508 leżała w parafii Chrzypsko Wielkie.
Pierwszych właścicieli wsi braci Pietrasza oraz Pawła z Chacic Czarcickich vel Karcickich, odnotowano w latach 1388-1393 w kilku procesach sądowych. W 1393 obaj toczyli spór z Parzyszem z Izdebna o połowę młyna. W latach 1403–1408 notowany był Gerward Charcicki, a w latach 1421-1432 Parzysz lub Parzych z Charcic, właściciel także Sokolnik koło Szamotuł, Lubowa oraz Pożarowa.
W 1445 szlachcianka Jafroszka z Obornik toczyła spór w sądzie z Maciejem z Charcic o to, że w nocy rozbił jej skrzynię i ukradł z niej 12 grzywien półgroszy. W 1455 Jan z Charcic był współpatronem kościoła parafialnego w Biezdrowie.
W 1445 Jakub Karcicki zawarł ugodę z Baszem z Przyborowa Małego, według której każdy z nich, własnym kosztem, miał w ciągu roku, wybudować połowę młyna na dziedzinie Kąty koło Sierakowa, a drugą połowę na gruncie należącym do Charcic. Obaj wspólnie mieli strzec biegu wody przy wybudowanym przez siebie młynie aż do „Rzyżyńskiego Młyna”, aby poprzez nadmierne spiętrzenie wody nie spowodować zalania okolicznych łąk. W 1447 Jakub Karcicki oraz Basz Przyborowski weszli z tego powodu w spór sadowy z braćmi Janem i Dobrogostem z Ryżyna, którzy oskarżyli ich o szkody dla młyna między Kątami, a Rzyżynem wynikające z nadmiernego spiętrzenia wody.
W 1466 Piotr Słopanowski sprzedał Janowi Jabłonowskiemu całą wieś Charcice za 300 grzywien. W końcu XV wieku właścicielami wsi byli Jabłonowscy z Jabłonowa i Charcic. W 1508 wieś odnotowano jako wieś opustoszałą. W 1509 formularz poborowy podatków nie został wypełniony. W 1563 miał miejsce pobór od charcickich zagrodników. 1577 miejscowość przynależała do Jabłonowa. W 1580 płatnikiem poboru ze wsi był Jan Dziewierzewski, który zapłacił podatki od 4 zagrodników.
W 1699 Charcice przeszły w ręce Kurnatowskich-Bitna, następnie nabyte w 1780 przez Kurnatowskich-Pozazowy, którzy przekazali tę posiadłość w 1789 córce Serafina Franza Szeliger von Żychlin-Żychliński. Kolejnym właścicielem był syn ww. małżeństwa Adold Żychliński.
W wyniku II rozbioru Rzeczypospolitej w 1793, miejscowość przeszła w posiadanie Prus i jak cała Wielkopolska znalazła się w zaborze pruskim. W okresie porozbiorowym wieś przeszła w posiadanie Niemców Benediktus Antonius Grafen von Lüttichan w 1839 roku, który w tym samym roku odstąpił posiadłość za spłatę Otto von Sauder. Nowy właściciel dźwignął podupadłe gospodarstwo rolne, budując nowe budynki gospodarcze i meliorując pola.
W okresie Wielkiego Księstwa Poznańskiego (1815-1848) miejscowość wzmiankowana jako Charcice folwark należała do wsi większych w ówczesnym pruskim powiecie Międzyrzecz w rejencji poznańskiej. Folwark Charcice należał do okręgu sierakowskiego tego powiatu i stanowił odrębny majątek, którego właścicielem był wówczas Zander. Według spisu urzędowego z 1837 roku wieś liczyła 74 mieszkańców, którzy zamieszkiwali 5 dymów (domostw).
Kolejna wzmianka o wsi pochodzi z 1883, kiedy to posiadłość zmieniła właściciela na Hermana von Hantelmanna z Brunszwiku. Ostatnim właścicielem według zapisów z 1910 do zamknięcia księgi wieczystej w 1917 był Otto von Hantelmann z Baborówka.
Po I wojnie światowej część gruntów sprzedano indywidualnym rolnikom. W 1938 majątek ten całkowicie zlikwidowano, grunty orne podzielono, a w latach (1938-1939) zburzono budynki. Likwidacji nie uległa jedynie gorzelnia zbudowana w 1883. Funkcjonowała ona aż do 1976. W latach 70. na terenie byłych zabudowań folwarcznych wzniesiono hale Przedsiębiorstwa Drobnej Wytwórczości i Usług.
W latach 1975–1998 miejscowość administracyjnie należała do województwa poznańskiego.

## Pałac w Charcicach
W 1840 wybudowano najcenniejszy budynek we wsi - pałac dla Otto von Sauder. Powstał on na planie zbliżonym do prostokąta, posiadał dwie kondygnacje nadziemne i jedną podziemną. Z czasem od strony zachodniej dobudowano drewniany ogród zimowy, a od strony południowo-wschodniej kaplice z charakterystyczną wieżą zegarową. Po II wojnie światowej uległ zniszczeniu ogród zimowy, pozostałe wnętrza choć pozbawione wyposażenia zachowały swój charakter. Dopiero remont w latach 60. spowodował zniszczenie oryginalnych elementów dekoracyjnych elewacji.
W czasie powojennym w pałacu organizowano kolonie dla dzieci z wielkopolski. Od 1967 służył nowo powstałemu Zakładowi Lecznictwa Odwykowego, z czasem przemianowany na Zakład Leczenia Uzależnień.
W latach 80. na terenie parku przy pałacu dobudowano 3-kondygnacyjny budynek dla pacjentów, który zburzył niepowtarzalny charakter tego miejsca.